# Људмила Андонова
Људмила Грудева Андонова (рус. Людмила Грудева Андонова; Новочеркаск, СССР 6. мај 1960) је бивша атлетичарка светска рекордерка у скоку увис. Рођена је у СССР као Људмила Грудева Жечева, а удајом за бугарског десетобојца Атанаса Андонова узима презиме Андонов. У браку има двоје деце.
Андонова је била једна од најбољих скакачица увис свих времена. Њен лични рекорд од 2,07 метара, на митингу у Берлину 20. јула 1984. био је довољан да би надмаши стари светски рекорд за 2 цм. Тај резултај је био најбољи две године, да би га такође Бугарка Стефка Костадинова 1986 поправила за 1 цм. Два пута је учествовала на Летњим олимпијским играма, али није освајала медање, 1988. у Сеулу делила је 5 место, а 1992. у Барселони испала је у квалификацијама.
Није имала значајнијих резултата на великим такмичењима, а медаље је освајала на Балканским играма и Летњој универзијади 1981 у Букурешту.
Андонова је 7 пута била првакиња Бугарске 4 пута на отвореном (1981, 1982, 1984, 1992) и 3 пута у дворани (1979, 1982, 1992).